# Мария Божинова
Мария Божинова е българска учителка и революционерка, деятелка на Вътрешната македоно-одринска революционна организация.

## Биография
Родена е в 1882 година в солунското село Юнчии, тогава в Османската империя. Работи като учителка и същевременно се занимава с революционна дейност. По време на Илинденско-Преображенското въстание в 1903 година попада в затвора. Женена е за учителя и революционер Яким Божинов от Сарамурово.
След Междусъюзническата война в 1913 година се изселва в Свободна България и продължава да преподава до пенсионирането си.
Умира на 25 юли 1938 година. След смъртта ѝ Яким Божинов на 10 юли 1939 година дарява спестените им пари – 70 000 в облигации от Българския държавен заем (1923) за образуване при Министерството на народното просвещение на фонд на името на съпругата му и на негово име, с който да се издържат деца по произход от селата Юнчиите, Сарамурово и Бугариево.